# Villa de las Flores, Veracruz
Villa de las Flores är en ort i Mexiko.   Den ligger i kommunen Poza Rica de Hidalgo och delstaten Veracruz, i den sydöstra delen av landet, 220 km nordost om huvudstaden Mexico City. Villa de las Flores ligger 39 meter över havet och antalet invånare är 1 687.
Terrängen runt Villa de las Flores är platt åt sydväst, men åt nordost är den kuperad. Villa de las Flores ligger nere i en dal. Runt Villa de las Flores är det ganska tätbefolkat, med 179 invånare per kvadratkilometer. Närmaste större samhälle är Poza Rica de Hidalgo, 5,5 km sydväst om Villa de las Flores. Omgivningarna runt Villa de las Flores är en mosaik av jordbruksmark och naturlig växtlighet.